# JD McDonagh
Jordan Devlin (Bray, 15 de marzo de 1990) es un luchador profesional irlandés, que ahora lucha en la WWE en la marca Raw con el nombre JD McDonagh. Además, lucha en promociones europeas como Over The Top Wrestling, Insane Championship Wrestling y Progress Wrestling. También a sus logros se añade el NXT Cruiserweight Championship que lo ganó el 25 de enero de 2020 en el show Worlds Collide de WWE y perdió en NXT TakeOver Stand & Deliver Night 2.

## Primeros años
Devlin es oriundo de Bray, en el Condado de Wicklow. Se educó en C.B.C Monkstown y llegó al tercer nivel en University College Dublin, graduándose con un B.A.

## Carrera

### Circuito independiente (2006–2018)
Devlin comenzó a entrenar cuando tenía 12 años, teniendo como entrenadores a Paul Tracey y Fergal Devitt. 
Pasó 6 meses en Japón a los 21 años.
Se convirtió en el campeón inaugural de peso pesado de Over The Top Wrestling al derrotar a Mark Haskins en diciembre de 2017. Durante ese mismo año, Devlin compitió en Insane Championship Wrestling por el título de peso pesado de la empresa escocesa, siendo derrotado por el actual campeón en ese entonces, Trent Seven.

### WWE

#### NXT UK (2018-2022)
El 15 de diciembre de 2016, Devlin fue anunciado como uno de los 16 hombres que competirían en el primer Torneo de Campeonato del Reino Unido, para coronar al primer Campeón de Reino Unido de WWE los días 14 y 15 de enero de 2017. Derrotó a Danny Burch en la primera ronda, avanzando a los cuartos de finales, donde fue derrotado por quien ganaría el torneo, Tyler Bate. Devlin también ha aparecido en varios eventos en vivo de la compañía. 
El 18 de mayo de 2018, WWE anunció vía Youtube que Devlin sería uno de los 16 participantes en la segunda versión del Torneo de Campeonato del Reino Unido. Derrotó a Tyson T- Bone en la primera ronda, pero fue eliminado en la ronda dos a manos de Flash Morgan Webster.
Luego de un par de desencuentros en los episodios de NXT UK, se pactó una lucha en NXT UK Takeover: Blackpool contra Travis Banks. Sin embargo, el 12 de enero de 2019, en dicho evento, ambos competidores se atacaron antes de que se tocara la campana, siendo Banks el más afectado. Devlin, subiéndose al ring, se refirió a él mismo como el mejor luchador de Irlanda. Fue interrumpido por el gerente general de la marca, Johnny Saint, quien salió a pactar una lucha contra un luchador desconocido que resultó ser Finn Bálor, llevándose la victoria con un coup de grace.

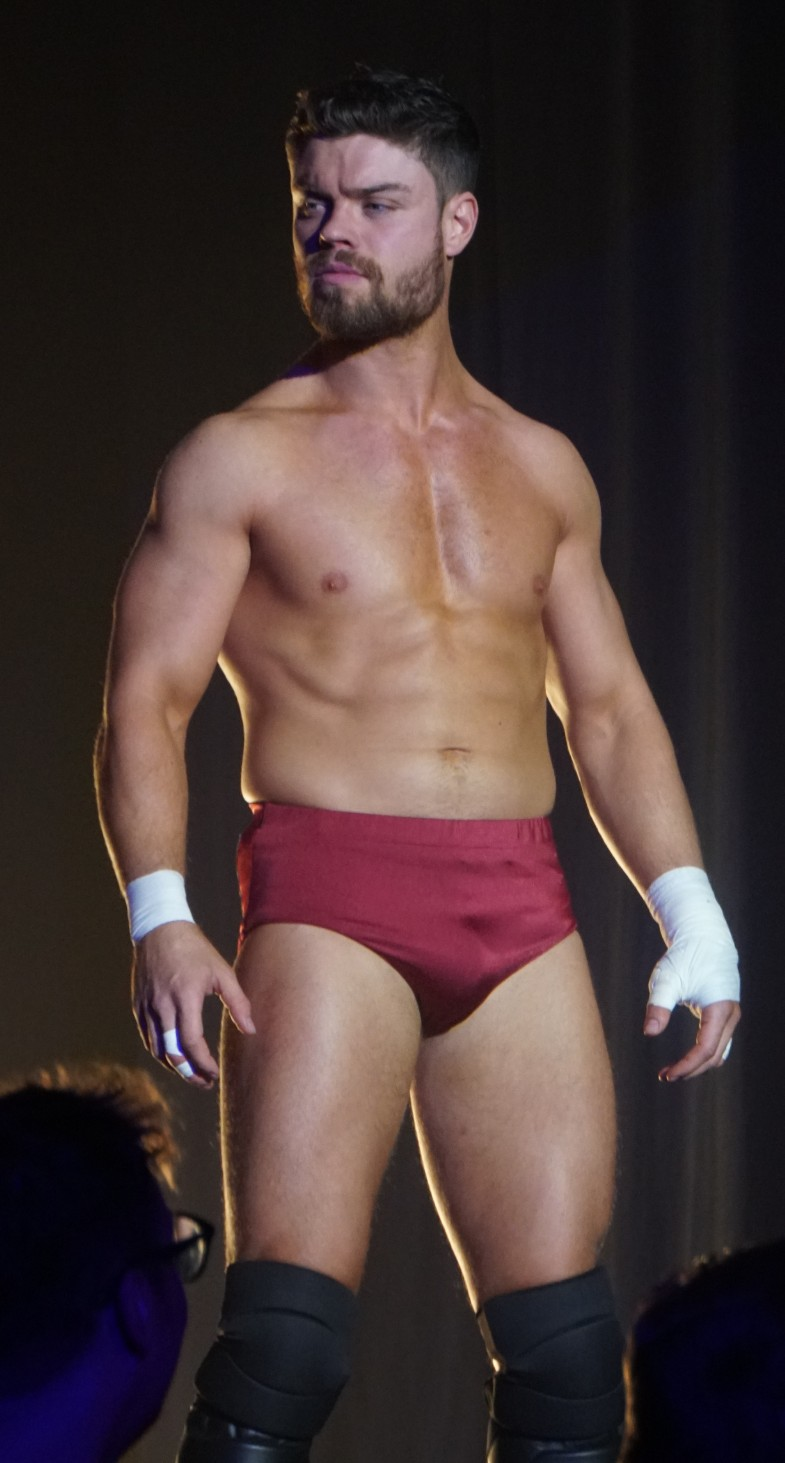
Devlin durante el 2018

En mayo de 2017, Devlin apareció en el especial de Finn Bálor, llamado WWE 24.
Iniciando 2020, en el NXT UK transmitido el 23 de enero, derrotó a Ligero para clasificar a la Fatal-4 Way Match por el Campeonato Peso Crucero de NXT de Angel Garza en Worlds Collide II. En Worlds Collide derrotó a Angel Garza, Isaiah "Swerve" Scott & Travis Banks en una Fatal-4 Way Match ganando el Campeonato Peso Crucero de NXT de Garza. 
Regresó a NXT UK en la transmisión del 26 de marzo, aun con el Campeonato Peso Crucero de NXT, haciéndolo parte de NXT UK, Devlin derrotó a Travis Banks y retuvo el Campeonato Peso Crucero de NXT, después del combate, en BackStage encaró a The "SuperNova" Noam Dar.
Regresó en un video promocional en NXT UK del 15 de octubre, asegurando que es el verdadero Campeón Peso Crucero de NXT, en el NXT UK del 29 de octubre, derrotó a Levi Muir en un combate no titular, después del combate, hizo una promo reafirmando que es el verdadero Campeón Peso Crucero de NXT y que si quieren su título tendría que venir a NXT UK.
Comenzando 2021, en el NXT UK emitido el 7 de enero, interrumpió el talk-Show de Noam Dar Supernova Sessions reclamando invito a Ben Carter antes que él, ya que es el Campeón Peso Crucero de NXT, por lo que le respondió que no era el "auténtico" campeón, pero Carter tomó el micrófono aceptando su Reto Abierto por Campeonato Peso Crucero de NXT, más tarde esa misma noche, derrotó a Ben Carter y retuvo el Campeonato Peso Crucero de NXT, después del combate gritó que su Reto Abierto continuará, en NXT UK emitido el 28 de enero, salió al ring explicando que su Reto Abierto por el Campeonato Peso Crucero de NXT fue para marcar su legado como "The Ace" y que quiere ser el campeón más longevo y con más defensas titulares, sin embargo fue interrumpido por Trent Seven que llegaba a aceptar su Reto Abierto, pero Seven pesaba más de las 205 libras y sí Seven bajaba de peso podría enfrentarlo por el título, antes de irse fue golpeado por Seven, iniciando un breve feudo, la siguiente semana en NXT UK, realizó otro Reto Abierto por el Campeonato Peso Crucero de NXT pero Sid Scala introdujo a Dave Mastiff quien no cumplía con las 205 libras, por lo que sería un combate no titular, derrotando Mastiff. En el NXT UK emitido el 18 de marzo, derrotó a Trent Seven y retuvo el Campeonato Peso Crucero de NXT.

#### NXT (2020)
Devlin debutó como campeón en el NXT del 5 de febrero, derrotando a Tyler Breeze, en un combate no titular. En NXT del 19 de febrero derrotó a Lio Rush, reteniedo el Campeonato Peso Crucero de NXT, después del combate, fue entrevistado en backstage, anunciando que regresara a NXT UK. 

#### 205 Live (2020)
Devlin debutó en 205 Live del 7 de febrero derrotando a Lio Rush y a Tony Nese en una Triple Threat Match sin el título en juego.

#### Regreso a NXT (2021, 2022-2023)
En NXT del 10 de marzo, mediante un vídeo Devlin anunció que regresaría a NXT por qué es el verdadero Campeonato Peso Crucero de NXT, la siguiente semana en NXT, hizo su regreso encarando al Campeón Peso Crucero Interino de NXT Santos Escobar pactando un Unification Match del Campeonato Peso Crucero de NXT en NXT TakeOver: Stand & Deliver, acto seguido Devlin le dio un cabezazo a Escobar. En la Noche 2 de NXT TakeOver: Stand & Deliver, se enfrentó a Santos Escobar en un Ladder Match por la unificación del Campeonato Peso Crucero de NXT, sin embargo perdió, terminando con un reinado de 439 días, siendo el campeón más longevo del título.
Devlin el 21 de junio cambio el nombre de JD McDonagh en una promo de NXT 2.0. Regreso atacando al Campeón de NXT Bron Breakker en The Great American Bash. En NXT Heatwave, se enfrentó a Bron Breakker por el Campeonato de NXT Bron Breakker, sin embargo perdió. En Halloween Havoc, se enfrentó a Bron Breakker y a Ilja Dragunov por el Campeonato de NXT, sin embargo volvió a perder. En NXT Deadline, participó en el primer Iron Survivor Challenge por una oportunidad al Campeonato de NXT, entrando de #1, sin embargo fue el único que no obtuvo ningún punto y perdió.
En NXT del 21 de marzo, se enfrentó a Ilja Dragunov, sin embargo terminó sin resultado debido a que en ringside comenzaron a pelearse con Dragon Lee y el Campeón Norteamericano de NXT Wes Lee, quienes estaba presenciando el combate desde la mesa de comentarios, más tarde esa noche, Wes Lee confirmaría que tanto como McDonagh como Dragunov participarían en el Fatal-5 Way Match por el Campeonato Norteamericano de NXT en Stand & Deliver
En el episodio del 21 de junio de NXT 2.0, se emitió una viñeta que anunciaba la llegada de Devlin a la marca NXT bajo el nuevo nombre de ring JD McDonagh. En NXT: The Great American Bash el 5 de julio, hizo su debut atacando al Campeón NXT Bron Breakker después de defender el título contra Cameron Grimes.

#### Raw (2023-presente)
Como parte del Draft de WWE de 2023, McDonagh fue seleccionado para la marca Raw. En su combate debut en el episodio del 29 de mayo de Raw, luchó contra Dolph Ziggler en un empate por doble conteo. Después de esto, McDonagh comenzó a aparecer en segmentos detrás del escenario con su mentor en la vida real Finn Bálor, miembro del grupo The Judgment Day. Después de una breve pausa, McDonagh regresó en el episodio del 7 de agosto de Raw en un intento semanal de ganarse el favor de The Judgment Day, pero Damian Priest lo mantuvo a distancia. En Payback, McDonagh interfirió en la pelea callejera de Bálor y Priest contra Kevin Owens y Sami Zayn para ayudarlos a capturar con éxito el Campeonato Indiscutible en Parejas de WWE. En el siguiente episodio de Raw, McDonagh le dio a Priest un maletín personalizado de Money in the Bank. Más tarde esa noche, McDonagh derrotó a Zayn después de la interferencia de Dominik Mysterio.
En el episodio del 13 de noviembre de Raw, McDonagh se unió oficialmente a The Judgment Day después de que Priest le diera una chaqueta nueva. McDonagh participó en su primer combate de WarGames en Survivor Series: WarGames junto a The Judgment Day y Drew McIntyre contra Cody Rhodes, Zayn, Jey Uso, Seth Rollins y el regreso de Randy Orton en un esfuerzo perdido. En las etapas finales del combate, McDonagh fue arrojado fuera de la jaula por Zayn y Rollins con un RKO de Orton. En el episodio del 18 de diciembre de Raw, McDonagh fue derrotado por R-Truth en un combate Miracle on 34th Street Fight con una estipulación de Loser Leaves The Judgment Day. Más tarde esa noche, Priest le informó a McDonagh que todavía forma parte de The Judgment Day.

## Campeonatos y logros
- British Championship Wrestling
  - BCW Tag Team Championship (1 vez) – con Sean South[19]

- Fight Factory Pro Wrestling
  - Irish Junior Heavyweight Championship (1 vez)[20]

- NWA Ireland
  - NWA Ireland Tag Team Championship (1 vez) – con Sir Michael W. Winchester[21]

- Over The Top Wrestling
  - OTT Championship (2 veces)[22]
  - No Limits World Heavyweight Championship (1 vez)

- Premier British Wrestling
  - PBW Tag Team Championship (1 time) – con Sean South[23]

- Progress Wrestling
  - Progress Tag Team Championship (1 vez) - con Scotty Davis

- Pro Wrestling Zero1
  - NWA International Lightweight Tag Team Championship (1 vez) – con Shawn Guinness

- WWE
  - World Tag Team Championship (2 veces, actual) – con Finn Balor.
  - NXT Cruiserweight Championship (1 vez)[24]

- Pro Wrestling Illustrated
  - Situado en el N°364 en los PWI 500 de 2017
  - Situado en el N°453 en los PWI 500 de 2018
  - Situado en el N°58 en los PWI 500 de 2019
  - Situado en el N°117 en los PWI 500 de 2020

- Wrestling Observer Newsletter
  - Lucha 5 estrellas (2019) vs. David Starr en  OTT Fifth Year Anniversary el 26 de octubre